# Compsoctena insularis
Compsoctena insularis är en fjärilsart som beskrevs av Wolfgang Dierl 1970. Compsoctena insularis ingår i släktet Compsoctena och familjen Eriocottidae. Inga underarter finns listade i Catalogue of Life.